# Цугару Цугумити
Цугару Цугумити (津軽 承叙, 24 сентября 1840 — 7 декабря 1903) — 4-й и последний даймё Куроиси-хана (1851—1868) в северной провинции Муцу, Хонсю, Япония (современная префектура Аомори). Его титул учтивости — Сикибу-но-се, а его придворный ранг при сегунате Токугава был Младшим пятым рангом, низшей ступенью.

## Биография
Родился 24 сентября 1840 года. Второй сын Цугару Юкитомо (1814—1840) из ветви клана Цугару и был усыновлен Цугару Цугуясу (1821—1851), 3-м дайме Куроиси-хана (1839—1851), в качестве официального наследника из-за отсутствия потомка мужского пола после смерти Цугуясу в 1851 году. В то время он сменил свое имя с Цугару Томозуми на Цугару Цугумичи.
Цугумити стал дайме в неспокойный период Бакумацу, во время которого клан Цугару впервые встал на сторону проимперских сил Союза Саттё и напал на близлежащие княжество Сёнай. Однако вскоре клан Цугару сменил курс и ненадолго присоединились к Северному союзу. Однако, по пока неясным причинам, Цугару вышли из союза и через несколько месяцев вновь присоединились к императорскому правительству, участвуя в нескольких сражениях на стороне императора во время войны Босин, в частности в битве при Нохедзи и битве при Хакодате.
После реставрации Мэйдзи, с отменой системы хан, Цугару Цугумити был назначен императорским губернатором Куроиси с 1869 по 1871 год, когда территория была включена в состав новой префектуры Аомори. Он переехал в Токио, и с установлением системы пэров кадзоку в 1882 году ему был присвоен титул сисяку (виконт). Он стал членом Палаты пэров в 1890 году. В последние годы жизни он был известен своими стихами вака. После его смерти ему посмертно был присвоен Третий придворный ранг. Его могила находится на кладбище Янака в Тайто-ку, Токио.